# Дрэгонз (футбольный клуб, Киншаса)
Амикаль Спортив Дрэгонз — конголезский футбольный клуб, базирующийся в Киншасе. В 2007/08 сезоне клуб играл в Линафуте, высшей футбольной лиге ДР Конго. Домашние матчи проводятся на стадионе «24 ноября». В прошлом клуб носил название «Билима».

## История
Клуб является четырёхкратным чемпионом ДР Конго и пятикратным обладателем кубка страны. На внутренней арене наиболее успешный сезон клуб провёл в 1965 году, когда оформил «золотой дубль», выиграв и чемпионат, и кубок. Остальные три чемпионства приходятся на первую половину 80-х, в то время как триумфы в кубке — на вторую половину 90-х (в 1996—1999 годах клуб выиграл трофей четыре раза подряд).
«Дрэгонз» дважды доходили до финала Кубка африканских чемпионов, но в 1980 году победу одержал камерунский «Канон Яунде» (5:2), а в 1985 году трофей достался марокканскому ФАРу (6:3). В Кубке обладателей кубков КАФ наивысшим достижением клуба является выход в четвертьфинал в 1999 году, где «Дрэгонз» уступили египетскому «Аль-Масри» с общим счётом 1:3, хотя после первого матча вели со счётом 1:0. В следующем году клуб последний раз, на данный момент, принял участие в международном турнире, вылетев в первом раунде Кубка кубков после проигрыша малийскому «Стад Мальен» (3:5).